# Bang!
Bang! és el nom d'un joc de cartes creat per Emiliano Sciarra i publicat per Mayfair i DaVinci Games. Tot i que originalment és italià, les cartes són bilingües italià/anglès. És un joc ambientat en l'spaghetti western. L'any 2004 va ser guardonat amb el premi al millor disseny de cartes als Origins Awards lliurats anualment per The Academy of Adventure Gaming Arts & Design.

## Resum
Poden jugar a aquest joc de quatre a set jugadors (3 a 8 amb les expansions). Cada jugador pren una de les següents identitats.
- Sheriff (1) (Té una vida més)
- Agutzil (1~2)
- Malfactor (2~3)
- Renegat (1, 2 amb l'expansió)

A més a més cada jugador rep una carta amb habilitats especials i una certa quantitat de bales (vides).
L'objectiu del joc varia depenent de la identitat del jugador.
- Els malfactors han de matar el Sheriff
- El Sherriff i els agutzils han de matar als malfactors i als renegats
- Els renegats ha de ser l'últim en el joc. Ha de matar primer als agutzils i els malfactors i finalment, en un cara a cara, matar el Sheriff.

## Regles del joc

### Inici
Cada jugador rep a l'inici de la partida una carta a l'atzar de rol i una targeta de personalitat: sempre hi ha un Sherriff, dos malfactors i un renegat, la resta de rols varia depenent la quantitat de jugadors. Les targetes de rols es reparteixen cap per avall i sols el Sherriff ha de mostrar la seva identitat.

### Joc
El joc es juga per torns en sentit horari començant en primer lloc el Sheriff. Cada torn dels jugadors consta de 3 fases:
- Robar dues cartes
- El jugador pot jugar la quantitat de cartes que desitge seguint les normes de cada una
- Rebutjar les cartes que no vulgue utilitzar fins a tindre un màxim de tantes cartes com bales (vides) li queden

## Cartes

### Tipologies
Existeixen 3 tipologies de cartes. En primer lloc, les marrons les quals algunes es poden jugar durant el propi torn i altres fora del torn i tenen un efecte immediat, es juguen i es descarten, entre aquestes trobem Bang o Fallares. En segon lloc les cartes blaves les quals es posen davant del propi jugador o d'un altre i tenen un efecte permanent fins que són descartades o la pròpia carta causa la seva eliminació com la dinamita, el mustang o la presó. I finalment les verdes, les quals es posen al taulell com les blaves però es juguen amb un efecte instantani i són descartades. Per poder descartar i fer els efectes d'aquestes cartes ha d'acabar el torn en la que s'ha jugat.

### Exemples
-Bang! 
Aquesta carta et permet disparar un jugador al teu abast. Si no s'evita el jugador en qüestió perd una vida.
-Fallares
Es pot jugar fora del teu torn i serveix per evitar els efectes d'impacte d'una carta Bang o similars.
-Pànic
Permet robar una carta tant del taulell com de la mà a un jugador situat a 1 de distància
-Ingenua Explosiva
Permet destruir tant del taulell com de la mà a qualsevol distància
-Mustang/Amagatall
Augmenta en 1 la distància que et veuen la resta de jugadors
-Pistoles 
Permeten disparar a jugadors que es trobin a X distància.
-Barril
Es col·loca davant del propi jugador, quan se'l dispara té la possibilitat de desenfundar una carta del mall, si aquesta carta té el simbol de cors l'efecte de dispar queda deshabilitat.

## Expansions

### High Noon
Llançat en 2003 compté 13 cartes d'escenari. A l'inici del joc es posa una carta d'escenari en joc que modifica alguna de les regles del joc mentre aquesta estiga vigent. A l'inici de cada torn del sheriff aquest canvia la carta d'escenari.

### Dodge City
Aquesta expansió llançada en 2004 permet jugar a un 8è jugador. El seu contingut compté 8 cartes de rol (7 còpies), 50 cartes de joc i 15 nous personatges.

### A Fistful Of Cards
Llançada en 2005, esta expansió sols conte 15 noves cartes d'escenari seleccionades entre les propostes dels seguidors del joc d'arreu de tot el món.